# Knochenmühle (Coburg)
Knochenmühle ist ein Gemeindeteil der oberfränkischen Stadt Coburg, der 1868 mit dem Stadtteil Scheuerfeld vereinigt wurde.

## Geografie
Der Ort liegt etwa vier Kilometer westlich von Coburg bei Scheuerfeld am Bach Tiefer Graben.

## Geschichte
Im Jahr 1599 ließ der Scheuerfelder Dorfherr Nicolaus Zech eine Mahlmühle mit einem danebenstehenden Söldenhaus errichten. Im Dreißigjährigen Krieg wurde das Anwesen zerstört. 1676 kam die Mühle in der Folge einer Erbteilung bei der Familie Merklin zu Eichhof und wurde danach wieder aufgebaut. 1690 ging sie als zuvor herrschaftlicher Besitz auf den Müllermeister Hans Müller von Neuses über. Im Jahr 1727 war die Scheuerfelder Mühle, auch Grundmühle, später Untere Mühle genannt, dem Herren auf Eichhof lehn-, zins- und steuerbar. Sie bestand unter anderem aus der eingängigen Mühle, einem kleinen Stadel und einem kleinen Wohnhäuschen. Im letzten Drittel des 18. Jahrhunderts erfolgte ein Neuaufbau der Mühle und die Anlage eines Gipshammers, der Gips kleinmahlte. 1772 übernahm Johann Nicolaus Knoch die Mühle, die bis ins 20. Jahrhundert im Eigentum der Familie Knoch blieb. Dementsprechend wurde sie später als Knochenmühle bezeichnet.
Knochenmühle lag auf Scheuerfelder Flur gehörte aber zur Gemeinde Eichhof. 1868 wurde Eichhof mit seinen Ortsteilen Knochenmühle und Lämmermühle im Zuge der ersten Gebietsreform im Coburger Land mit der Gemeinde Scheuerfeld vereinigt. Zu dieser Zeit bestand die Knochenmühle aus einem 23,616 Hektar großen Grundstück, bebaut unter anderem mit einem zweistöckigen Wohnhaus mit der Mahlmühle, einer Gipsmühle, einem Backofen und einem Stadel. Am 4./5. März 1887 zerstörte eine Brandstiftung das Anwesen. Nur das Wohnhaus baute die Familie Knoch als Teil eines Bauernhofs wieder auf. Der landwirtschaftliche Betrieb wurde später aufgegeben.
1925 zählte Knochenmühle sieben Personen und ein Wohngebäude. Die zuständige evangelische Kirche und Schule befanden sich im ein Kilometer entfernten Scheuerfeld. 1950 hatte die Einöde fünf Einwohner sowie ein Wohngebäude und 1961 und 1970 vier Einwohner.
Im Zuge der Gebietsreform wurden Scheuerfeld und sein Gemeindeteil Knochenmühle am 1. Juli 1972 in die Stadt Coburg eingegliedert.